# Bommasamudra, Hubli
Bommasamudra là một làng thuộc tehsil Hubli, huyện Dharwad, bang Karnataka, Ấn Độ.